# Sagonjevo
Sagonjevo (en serbe cyrillique : Сагоњево) est un village de Serbie situé dans la municipalité de Kuršumlija, district de Toplica. Au recensement de 2011, il comptait 102 habitants.

## Démographie
| 1948 | 1953 | 1961 | 1971 | 1981 | 1991 | 2002 | 2011 |
| ---- | ---- | ---- | ---- | ---- | ---- | ---- | ---- |
| 580  | 622  | 586  | 458  | 264  | 176  | 118  | 102  |

|  |